# Charles-François d'Hallencourt de Dromesnil
Charles-François d'Hallencourt de Dromesnil, comte de Verdun, prélat et prince du Saint Empire, est né à Neuville-sur-Ailette (Picardie) le 24 octobre 1674. Il est mort à Verdun le 16 mars 1754.

## Biographie

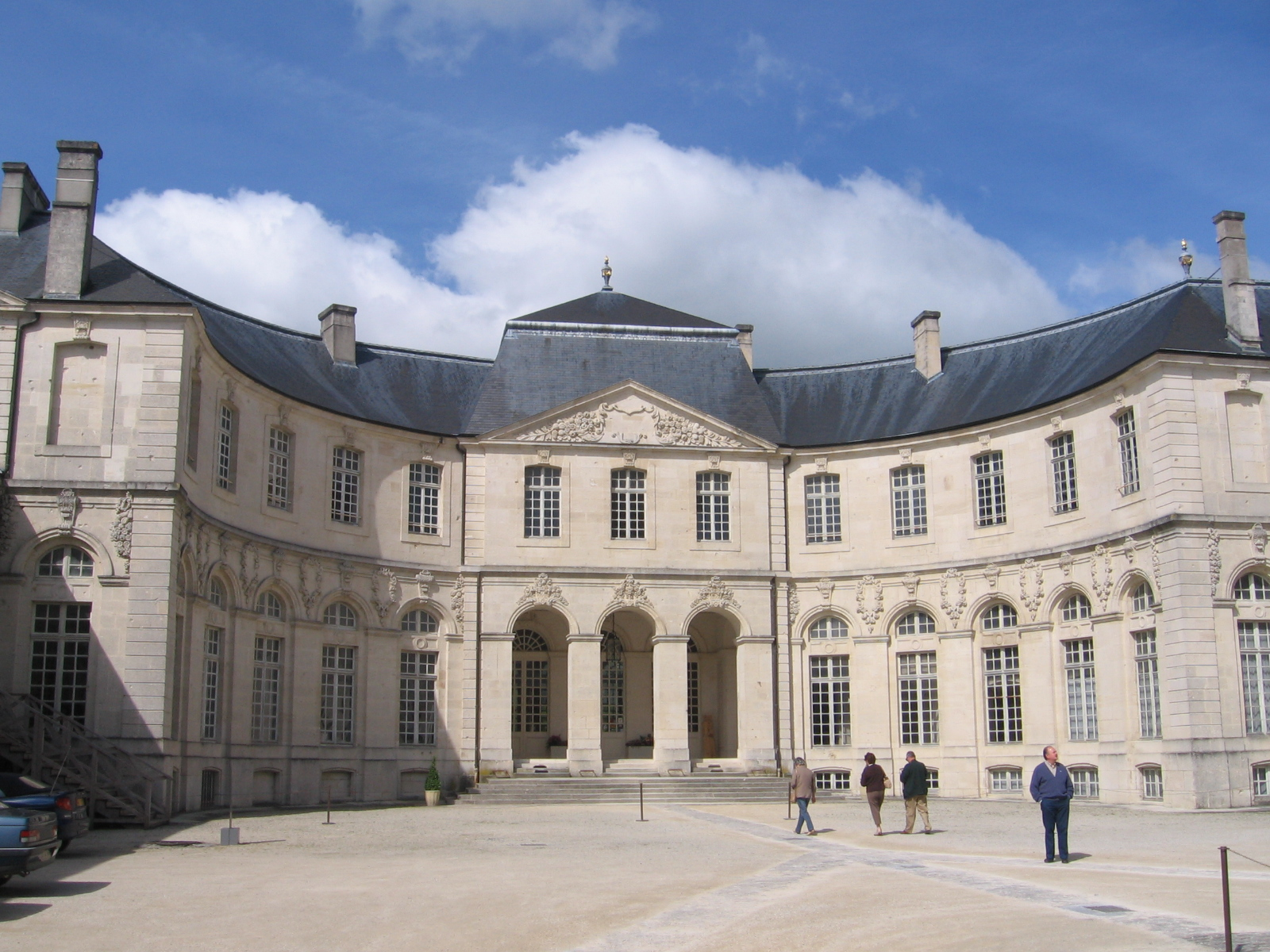
Palais épiscopal de Verdun

Issu d'une ancienne famille de la noblesse picarde, Charles François d'Hallencourt est le fils d'Emmanuel Joseph d'Hallencourt, marquis de Dromesnil, et de Magdeleine Françoise Anne de Proisy. 
Il est pourvu en commende de l'abbaye d'Uzerche en 1701 et de l'abbaye de la Charité dans le diocèse de Besançon en 1706. Il est député de la province ecclésiastique de Reims à l'assemblée du clergé de 1707 et à celle de 1710. 
Il obtient en 1710 le siège d'Autun qui devait revenir à l'abbé Charles Andrault de Maulévrier-Langeron, agent général du clergé de France sortant, lequel y renonce en sa faveur, et il reçoit sa confirmation le 23 février 1711. Il résigne son abbaye d'Uzerche en 1706 mais en 1717 reçoit la commende de l'abbaye d'Homblières, alors dans le diocèse de Noyon. 
En 1721, Il est transféré à l'évêché de Verdun, où il succède à Hippolyte de Béthune le 1er juin 1721. 93e évêque de Verdun, il est confirmé le 1er juin 1722.
On lui doit la construction, à partir de 1724, du palais épiscopal de Verdun qui prit forme sous la direction de Robert de Cotte, architecte de Louis XV. 
Sa fièvre bâtisseuse vaut dès lors à Charles François d'Hallencourt le surnom de "maçon mitré". En 1741, Il reçoit le Roi Louis XV dans son évêché encore inachevé.
Ce splendide palais abrite depuis 1994 le Centre mondial de la Paix.
Le portrait de Charles-François d'Hallencourt, peint en 1711 par Hyacinthe Rigaud et son atelier, a été vendu à Drouot le 21 juin  2019 par l'étude Collin du Bocage . Le portrait de son frère, Emmanuel Jean Joseph d'Hallencourt, marquis de Dromesnil, fut également peint par Hyacinthe Rigaud .

## Armes
D'argent à une bande de sable, côtoyée de deux cotices du même.